# Ziv Cojocaru
Ziv („Cojo”) Cojocaru (în ebraică:זיו (קוז'ו) קוז'וקרו , (n. 22 iunie 1977, Beer Șeva, Israel) este un compozitor, aranjor muzical și dirijor israelian, în 2019-2022 șeful Departamentului de teoria muzicii, compoziție și dirijat la Academia de Muzică și Dans din Ierusalim.

## Biografie
Ziv Cojocaru s-a născut în 1977 la Beer Sheva într- familie de evrei cu rădăcini din nordul Moldovei, în România.
În copilărie a învățat la școala Reut și la Liceul Makif Alef din Beer Sheva. Educația muzicală a primit-o, începând cu vârsta de 7 ani, prin lecții de pian și teoria muzicii la Conservatorul orășenesc din orașul natal. Serviciul militar l-a făcut ca aranjor muzical, dirijor și pianist în Orchestra Aviației militare. Cojocaru a studiat apoi la Academia de Muzică și Dans din Ierusalim, la Facultatea de Compoziție și Dirijat, și a terminat cu magna cum laude licența și masteratul în compoziție în clasele lui Haim Permont și Tzvi Avni. De asemenea, s-a distins în studiile de licență și masterat în arta dirijatului în clasa lui Evgheni Zirlin. Apoi a terminat doctoratul în compoziție la Universitatea Bar Ilan din Ramat Gan, sub îndrumarea lui Gideon Lewensohn, Betty Olivero and Michael Wolpe.În domeniul compoziției s-a perfecționat în master classes ale compozitorilor Philippe Leroux (Franța-Canada), Fabian Panisello (Spania-Argentina), și Ivan Fedele (Italia), iar in domeniul dirijatului - cu dirijorii Pierre-André Wald (Franța) și Fabian Panisello. Din 2010 Cojocaru face parte din personalul didactic al Academiei de Muzică și Dans din Ierusalim, devenind conferențiar,iar mai târziu din 2019 profesor de compoziție și teorie muzicală. Cojocaru a fost ales în conducerea Uniunii Compozitorilor din Israel.

### Activitatea muzicală
Lucrările muzicale ale lui Ziv Cojocaru au fost interpretate în Israel și alte părți ale lumii in cadrul unor evenimente ca Festivalul Euro Classic la Konzerthaus din Berlin, la Centrul Arnold Schönberg din Viena,la Festivalul Sărbătoarea Muzicii Israeliene, Festivalul Sunete în deșert și Concursurile de primăvară din Israel,la Festivalul Kol Hamusika în Galileea Superioară din Kfar Blum, la festivalul ISCM (Societatea Internațională de Muzică Contemporană) de la Ljubliana (2015), Festivalul „Intrada” de la Timisoara și Festivalul Ligii Compozitorilor Asiatici în Vietnam (2016).   
Printre interpreții creațiilor lui Cojocaru se numără Ansamblul Meitar din Israel, Ansamblul Zeitfluss din Austria, Cvartetul contemporan israelian, Ansamblul Tempera, Ansamblul Soliștii din Tel Aviv (Solanei Tel Aviv), Camerata Israeliană Ierusalim, Orchestra Israeliană de Cameră; Simfonetta Raanana, Orchestra Simfonică de tineri Weimar-Ierusalim, Orchestra Simfonică din Rishon Letzion, dirijorii Michael Sanderling, Omer Meir Welber, Avner Biron, Dan Ettinger, pianistul Amit Dolberg, percuționistul Tomer Yariv și alții. Creațiile sale sunt publicate de Institutul de muzică israeliană IMI și Centrul de Muzică Israeliană IMC. Ele au fost înregistrate și difuzate în Israel și în străinătate la Radio Liubliana, Kol Hamusika, Galei Tzahal, Radioteleviziunea israeliană, Deutschland Rundfunk-Kultur etc  
În 2023 Cojocaru a fost numit compozitorul rezident al Orchestrei Simfonice din Rishon Letzion.
Ca aranjor - Cojocaru a scris aranjamente pentru formatii de cameră și orchestre din Israel,inclusiv Orchestra Filarmonică Israeliană, Orchestra Simfonică din Rishon Letzion, Orchestra Simfonică din Ierusalim, Orchestra Simfonică din Haifa, Orchestra Israeliană de Cameră, Simfonetta Raanana, Sinfonieta Israeliană Beer Sheva, Orchestra de Cameră a Kibuțurilor din Natania, Ansamblul Soliștii din Tel Aviv, Ansamblul Meitar, Ansamblul Tempera etc.  
În cursul carierei sale, Cojocaru a fost în 2018-2023 dirijorul rezident al Orchestrei Sinfonieta Israeliană din Beer Sheva, și a dirijat Orchestre Camerata Israeliană din Ierusalim, Orchestra Simfonică din Haifa ,Orchestra Operei de Cameră, Orchestra de Cameră a Kibuțurilor din Natania, Orchestra Simfonette Raanana, Ansamblul Meitar,Ansamblul de Canto Moran, Orchestra Filarmonică din Botoșani, etc 
În domeniul muzicii ușoare - începând din anul 1998 a activat ca aranjor muzical, producător, dirijor, pianist și pianist digital. El a colaborat la albumele unor cântăreți israelieni cunoscuți de muzică ușoară, precum Ghidi Gov, David Broza, Yehuda Poliker, Alon Oliarchik, Eran Tzur, Rami Kleinstein, Yoni Rechter, Shlomo Gronich, Dudu Tassa, Yehudit Ravich, Izhar Ashdot, Shlomi Shaban, Rita, Uri Bashan, Kobi Aflalo, Aviv Guedj, Riki Gal,Harel Skaat, Liraz Charhi, David D'Or, actrița Miki Kam, precum și pianistul de jazz francez-algerian Maurice El Mediouni și alții

## Creații muzicale (selecție)
- Songs on the Lives of Children  (Shirim al hayey Yeladim - Cântece despre viețile copiilor) - pentru mezosoprană și orchestră (2022) - pe texte de Lea Goldberg, Alan Alexander Milne, Federico Garcia Lorca și Gibran Khalil Gibran
- Cinci Intermezzi - pentru orchestră de coarde (2017)
- Still talking – conversații pentru percuționist (2017)
- Whence Comest Thou, Whither Wilt Thou Go (De unde vii și unde te duci?) (după Facerea, 16,8) * – pentru orchestră de cameră (2017)
- Hide and seek (Mahavoím - De-a v-ați ascunselea) – pentru flaut, clarinet, vioară și violoncel (2016)
- Links.Metamorphosis – pentru orchestră mare (2015)
- BBBeeezzz – pentru vioară/violă, clarinet/clarinet bas și pian (2015)
- Colors in the dust (Tzvaím veavak - Culori in praf) – pentru orchestră (2014)
- XoOx..! formus agitatus (versiunea septet) – for flaut, clarinet, vioară, violă, violoncel, percuție și pian (2014)
- XoOx..! formus agitatus (versiunea trio) – for vioară, percuție și pian (2013)
- Do you like Bill?  (Vă place Bill?)- pentru flaut, clarinet, vioară, violoncel și pian (2013) - în omagiu adus pianistului Bill Evans [4]
- Pulse (Dòfek - Puls)– pentru pian și orchestră (2012)
- Betrayed –(Bagdá bagdá ...A înșelat, a înșelat) pentru nouă instrumente și narator (2012)
- Urban inquiries (Hakirot urbaniot - Anchete urbane)– pentru șase instrumente (2012)
- “From the disappearing world” (Mehaolam haneelam - Din lumea dispărută) pentru cvartet de coarde (2009)
- "Chronicles of letters in a bottle" (Chronika shel mihtavim babakbuk - Cronica unor scrisori în sticlă) -trei miniaturi for orchestră mică (2009)
- Elvish moods – pentru clarinet solo (2008)

## Premii si onoruri
- 2000 Premiul Tamuz (Israel) la categoria Instrumentistul anului
- 2005-2007 - Bursă de eminență din partea Academiei Rubin de Muzică și Dans din Ierusalim
- 2009 - Premiul Sinfoniettei Israeliene Beer Sheva pentru dirijat
- 2015 - Premiul Primului ministru (Levi Eshkol) pentru compoziție muzicală